# Elección para gobernador de Arkansas de 2022
La elección para gobernador de Arkansas de 2022 se llevó a cabo el 8 de noviembre de ese año. El gobernador titular republicano Asa Hutchinson tenía un mandato limitado y no pudo buscar la reelección para un tercer mandato. Está previsto que el ganador de las elecciones preste juramento como gobernador el 10 de enero de 2023.

## Primaria republicana

### Candidatos

#### Declarados
- Sarah Huckabee Sanders, ex Secretaria de prensa de la Casa Blanca (2017-2019) e hija del exgobernador Mike Huckabee.[1]
- Francis Washburn, personalidad radial.[2]

#### Retirados
- Tim Griffin, Vicegobernador de Arkansas (2015-presente).[3]
- Leslie Rutledge, Procuradora General de Arkansas (2015-presente).[4]

### Resultados
| Candidatos                          | Votos   | %     |
| ----------------------------------- | ------- | ----- |
|                                     | Votos   | %     |
| Sara Huckabee Sanders               | 289,249 | 83.14 |
| Francis Washburn                    | 58,638  | 16.86 |
|                                     |         |       |
| Total                               | 347,887 | 100   |
|                                     |         |       |
| Fuente: Arkansas Secretary of State |         |       |

## Primaria demócrata

### Candidatos

#### Declarados
- Anthoyn Bland, candidato a vicegobernador en 2018.[5]
- Chris Jones, director ejecutivo del Centro de Innovación Regional de Arkansas.[6]
- James Russell III, empresario.[7]
- Supha Xayprasith-Mays, empresaria[8]
- Jay Martin, abogado.[9]

#### Declinados
- Kelly Krout, candidata a representante estatal en 2020.[10]
- Greg Leding, ex representante estatal (2011-2019) y senador estatal (2019-presente).[11]
- Clarke Tucker, ex representante estatal (2015-2019), senador estatal (2021-presente), y candidato para el segundo distrito del Congreso de Arkansas en 2018.[12]

### Resultados
| Candidatos                          | Votos  | %     |
| ----------------------------------- | ------ | ----- |
|                                     | Votos  | %     |
| Chris Jones                         | 66,540 | 70.43 |
| Anthoyn Bland                       | 9,055  | 9.58  |
| Jay Martin                          | 7,731  | 8.18  |
| James Russell III                   | 6,421  | 6.80  |
| Supha Xayprasith-Mays               | 4,725  | 5.00  |
|                                     |        |       |
| Total                               | 94,472 | 100   |
|                                     |        |       |
| Fuente: Arkansas Secretary of State |        |       |

## Convención libertaria

### Candidatos

#### Declarados
- Ricky Dale Harrington Jr., misionero cristiano, capellán de prisión y candidato para el Senado de los Estados Unidos en 2020.[13]

## Encuestas

### Sarah Huckabee Sanders vs. Chris Jones vs. Ricky Dale Harrington Jr.
| Fuente                   | Fecha                    | Tamaño | Margen de error | Huckabee (R) | Jones (D) | Harrington (L) | Indeciso |
| ------------------------ | ------------------------ | ------ | --------------- | ------------ | --------- | -------------- | -------- |
| Remington Research Group | 26-27 de febrero de 2022 | 827    | ± 3.4%          | 58%          | 28%       | 3%             | 10%      |

### Sarah Huckabee Sanders vs. candidato demócrata
| Fuente          | Fecha                  | Tamaño | Margen de error | Huckabee (R) | (D) | Otro | Indeciso |
| --------------- | ---------------------- | ------ | --------------- | ------------ | --- | ---- | -------- |
| Hendrix College | 7-8 de febrero de 2022 | 961    | ± 4.4%          | 44%          | 34% | 8%   | 15%      |

## Resultados

### Generales
| Partido                | Partido       | Candidato                 | Votos     | %     |
| ---------------------- | ------------- | ------------------------- | --------- | ----- |
|                        | Republicano   | Sarah Huckabee Sanders    | 571,105   | 62.96 |
|                        | Demócrata     | Chris Jones               | 319,242   | 35.20 |
|                        | Libertario    | Ricky Dale Harrington Jr. | 16,690    | 1.84  |
|                        |               |                           |           |       |
| Total                  | Total         | Total                     | 907,037   | 100   |
| Participación          | Participación | Participación             | 914,227   | 50.81 |
| Registrados            | Registrados   | Registrados               | 1,799,136 |       |
|                        |               |                           |           |       |
| Fuente: Arkansas State |               |                           |           |       |

### Por condado
|               | Huckabee Sanders Republicano | Huckabee Sanders Republicano | Jones Demócrata | Jones Demócrata | Harrington Libertario | Harrington Libertario | Total   |
| Condado       | Votos                        | %                            | Votos           | %               | Votos                 | %                     | Total   |
| ------------- | ---------------------------- | ---------------------------- | --------------- | --------------- | --------------------- | --------------------- | ------- |
| Arkansas      | 3,197                        | 71.22                        | 1,231           | 27.42           | 61                    | 1.36                  | 4,489   |
| Ashley        | 4,012                        | 73.47                        | 1,386           | 25.38           | 63                    | 1.15                  | 5,461   |
| Baxter        | 12,098                       | 77.21                        | 3,293           | 21.02           | 277                   | 1.77                  | 15,668  |
| Benton        | 55,907                       | 61.51                        | 33,000          | 36.30           | 1,990                 | 2.19                  | 90,897  |
| Boone         | 10,127                       | 79.42                        | 2,319           | 18.19           | 305                   | 2.39                  | 12,751  |
| Bradley       | 1,764                        | 66.92                        | 846             | 32.09           | 26                    | 0.99                  | 2,636   |
| Calhoun       | 1,248                        | 78.54                        | 324             | 20.39           | 17                    | 1.07                  | 1,589   |
| Carroll       | 5,692                        | 62.96                        | 3,158           | 34.93           | 190                   | 2.10                  | 9,040   |
| Chicot        | 1,601                        | 47.01                        | 1,782           | 52.32           | 23                    | 0.68                  | 3,406   |
| Clark         | 3,492                        | 56.62                        | 2,589           | 41.98           | 86                    | 1.39                  | 6,167   |
| Clay          | 3,060                        | 77.59                        | 798             | 20.23           | 86                    | 2.18                  | 3,944   |
| Cleburne      | 8,252                        | 82.17                        | 1,608           | 16.01           | 182                   | 1.81                  | 10,042  |
| Cleveland     | 2,305                        | 81.88                        | 479             | 17.02           | 31                    | 1.10                  | 2,815   |
| Columbia      | 4,066                        | 66.80                        | 1,937           | 31.82           | 84                    | 1.38                  | 6,087   |
| Conway        | 4,481                        | 66.25                        | 2,176           | 32.17           | 107                   | 1.58                  | 6,764   |
| Craighead     | 18,171                       | 65.57                        | 8,980           | 32.40           | 561                   | 2.02                  | 27,712  |
| Crawford      | 13,814                       | 76.92                        | 3,778           | 21.04           | 367                   | 2.04                  | 17,959  |
| Crittenden    | 5,295                        | 49.25                        | 5,294           | 49.24           | 163                   | 1.52                  | 10,752  |
| Cross         | 3,672                        | 74.41                        | 1,174           | 23.79           | 89                    | 1.80                  | 4,935   |
| Dallas        | 1,331                        | 63.68                        | 732             | 35.02           | 27                    | 1.29                  | 2,090   |
| Desha         | 1,611                        | 51.80                        | 1,464           | 47.07           | 35                    | 1.13                  | 3,110   |
| Drew          | 3,380                        | 63.63                        | 1,871           | 35.22           | 61                    | 1.15                  | 5,312   |
| Faulkner      | 25,382                       | 62.93                        | 14,131          | 35.03           | 822                   | 2.04                  | 40,335  |
| Franklin      | 4,130                        | 75.88                        | 1,213           | 22.29           | 100                   | 1.84                  | 5,443   |
| Fulton        | 3,045                        | 76.43                        | 834             | 20.93           | 105                   | 2.64                  | 3,984   |
| Garland       | 22,225                       | 66.66                        | 10,493          | 31.47           | 622                   | 1.87                  | 33,340  |
| Grant         | 5,112                        | 81.31                        | 1,055           | 16.78           | 120                   | 1.91                  | 6,287   |
| Greene        | 8,982                        | 77.69                        | 2,330           | 20.15           | 250                   | 2.16                  | 11,562  |
| Hempstead     | 3,311                        | 70.67                        | 1,316           | 28.09           | 58                    | 1.24                  | 4,685   |
| Hot Spring    | 7,230                        | 72.74                        | 2,528           | 25.44           | 181                   | 1.82                  | 9,939   |
| Howard        | 2,580                        | 70.84                        | 1,000           | 27.46           | 62                    | 1.70                  | 3,642   |
| Independence  | 8,077                        | 76.31                        | 2,316           | 21.88           | 192                   | 1.81                  | 10,585  |
| Izard         | 3,636                        | 79.10                        | 861             | 18.73           | 100                   | 2.18                  | 4,597   |
| Jackson       | 2,860                        | 70.84                        | 1,106           | 27.40           | 71                    | 1.76                  | 4,037   |
| Jefferson     | 6,874                        | 39.29                        | 10,466          | 59.82           | 157                   | 0.90                  | 17,497  |
| Johnson       | 5,071                        | 72.34                        | 1,791           | 25.55           | 148                   | 2.11                  | 7,010   |
| Lafayette     | 1,286                        | 64.88                        | 674             | 34.01           | 22                    | 1.11                  | 1,982   |
| Lawrence      | 3,655                        | 78.74                        | 876             | 18.87           | 111                   | 2.39                  | 4,642   |
| Lee           | 983                          | 48.74                        | 1,012           | 50.17           | 22                    | 1.09                  | 2,017   |
| Lincoln       | 2,015                        | 72.56                        | 730             | 26.29           | 32                    | 1.15                  | 2,777   |
| Little River  | 2,906                        | 76.17                        | 835             | 21.89           | 74                    | 1.94                  | 3,815   |
| Logan         | 4,854                        | 77.56                        | 1,265           | 20.21           | 139                   | 2.22                  | 6,258   |
| Lonoke        | 16,603                       | 74.22                        | 5,287           | 23.63           | 480                   | 2.15                  | 22,370  |
| Madison       | 4,403                        | 75.69                        | 1,304           | 22.42           | 110                   | 1.89                  | 5,817   |
| Marion        | 4,744                        | 79.04                        | 1,119           | 18.64           | 139                   | 2.32                  | 6,002   |
| Miller        | 8,571                        | 76.06                        | 2,523           | 22.39           | 174                   | 1.54                  | 11,268  |
| Mississippi   | 5,401                        | 62.13                        | 3,092           | 35.57           | 200                   | 2.30                  | 8,693   |
| Monroe        | 1,233                        | 55.02                        | 977             | 43.60           | 31                    | 1.38                  | 2,241   |
| Montgomery    | 2,471                        | 79.17                        | 578             | 18.52           | 72                    | 2.31                  | 3,121   |
| Nevada        | 1,658                        | 67.29                        | 780             | 31.66           | 26                    | 1.06                  | 2,464   |
| Newton        | 2,440                        | 79.22                        | 557             | 18.08           | 83                    | 2.69                  | 3,080   |
| Ouachita      | 4,065                        | 57.88                        | 2,863           | 40.77           | 95                    | 1.35                  | 7,023   |
| Perry         | 2,873                        | 75.25                        | 871             | 22.81           | 74                    | 1.94                  | 3,818   |
| Phillips      | 1,892                        | 43.33                        | 2,415           | 55.31           | 59                    | 1.35                  | 4,366   |
| Pike          | 3,121                        | 83.81                        | 552             | 14.82           | 51                    | 1.37                  | 3,724   |
| Poinsett      | 4,386                        | 78.76                        | 1,050           | 18.85           | 133                   | 2.39                  | 5,569   |
| Polk          | 5,634                        | 81.57                        | 1,123           | 16.26           | 150                   | 2.17                  | 6,907   |
| Pope          | 12,928                       | 73.33                        | 4,418           | 25.06           | 284                   | 1.61                  | 17,630  |
| Prairie       | 2,167                        | 81.22                        | 459             | 17.20           | 42                    | 1.57                  | 2,668   |
| Pulaski       | 47,027                       | 37.88                        | 75,393          | 60.73           | 1,733                 | 1.40                  | 124,153 |
| Randolph      | 4,201                        | 78.42                        | 1,026           | 19.15           | 130                   | 2.43                  | 5,357   |
| Saint Francis | 2,477                        | 48.74                        | 2,527           | 49.72           | 78                    | 1.53                  | 5,082   |
| Saline        | 29,872                       | 69.20                        | 12,532          | 29.03           | 766                   | 1.77                  | 43,170  |
| Scott         | 2,498                        | 84.36                        | 407             | 13.75           | 56                    | 1.89                  | 2,961   |
| Searcy        | 2,608                        | 82.27                        | 492             | 15.52           | 70                    | 2.21                  | 3,170   |
| Sebastian     | 22,939                       | 66.73                        | 10,734          | 31.23           | 703                   | 2.05                  | 34,376  |
| Sevier        | 2,825                        | 77.12                        | 784             | 21.40           | 54                    | 1.47                  | 3,663   |
| Sharp         | 4,816                        | 79.64                        | 1,056           | 17.46           | 175                   | 2.89                  | 6,047   |
| Stone         | 3,936                        | 77.04                        | 1,070           | 20.94           | 103                   | 2.02                  | 5,109   |
| Union         | 7,826                        | 66.93                        | 3,695           | 31.60           | 172                   | 1.47                  | 11,693  |
| Van Buren     | 4,810                        | 76.68                        | 1,335           | 21.28           | 128                   | 2.04                  | 6,273   |
| Washington    | 34,361                       | 48.63                        | 34,842          | 49.31           | 1,453                 | 2.06                  | 70,656  |
| White         | 18,010                       | 77.88                        | 4,613           | 19.95           | 502                   | 2.17                  | 23,125  |
| Woodruff      | 1,347                        | 64.39                        | 695             | 33.22           | 50                    | 2.39                  | 2,092   |
| Yell          | 4,172                        | 78.88                        | 1,022           | 19.32           | 95                    | 1.80                  | 5,289   |